# Людина з Півдня
«Людина з Півдня» (англ. Man from the South) — доросле оповідання британського письменника Роальда Дала, написане у жанрі жахів. Уперше видане 4 вересня 1948 року під назвою «Колекційна річ» (англ. Collector’s Item) у журналі «Collier's». Увійшло до збірок «Хтось схожий на тебе» (англ. Someone Like You) 1953 року, «Зібрана коротка проза» (англ. Collected Stories) 2006 року.
«Людина з Півдня» неодноразово адаптовувалася для телебачення, кіно та радіо.
Українською мовою оповідання видано видавництвом «А-ба-ба-га-ла-ма-га» у 2016 році в збірці «Коняка Фокслі та інші дорослі оповідання» в перекладі Віктора Морозова.

## Сюжет
Відпочиваючи на курорті Ямайки, оповідач знайомиться з літнім чоловіком із Південної Америки — Карлосом. До них приєднюється молодий американський курсант військово-морських сил, який вихваляється надійністю своєї запальнички. Скориставшись нагодою, Карлос пропонує незвичне парі: його зелений кадилак проти мізинця лівої руки курсанта, якщо той не зможе десять разів поспіль запалити запальничку. Американець, трохи повагавшись, приймає виклик, а оповідач бере на себе роль судді. Усі разом вони вирушають до кімнати Карлоса.
У кімнаті Карлос передає судді, тобто нашому оповідачу, ключі від автомобіля й наказує покоївці принести все необхідне: цвяхи, молоток і сікач. Після цього він прив’язує руку американця до столу і розпочинає гру. 
Коли запальничка успішно спрацьовує восьмий раз поспіль, до кімнати зненацька вривається жінка. Вирвавши ніж із руки Карлоса, вона викриває його. Жінка пояснює, що Карлос становить небезпеку для оточуючих і в їхній рідній країні так часто грав у цю небезпечну гру, що їм довелося тікати, щоб його кудись не запроторили. За час своїх ігор він відрізав людям 47 пальців, програв 11 автомобілів і вже не має нічого, що міг би поставити. Жінка зізнається, що давно виграла у нього все, а автомобіль, який він заставив, насправді належить їй.
Оповідач просить жінку взяти ключі й кладе їх на стіл. Вона бере їх рукою на якій залишилось лише два пальці.

## Адаптації
- У 1949 році оповідання було адаптовано для програми NBC Radio — Radio City Playhouse. Адаптація отримала назву «Колекційна річ» (англ. Collector’s Item) і стала частиною 30-хвилинного епізоду «Дует» (англ. Duet) розділеного на дві історії. Інша частина епізоду була присвячена оповіданню Рея Бредбері і називалася «Озеро» (англ. The Lake).[4]

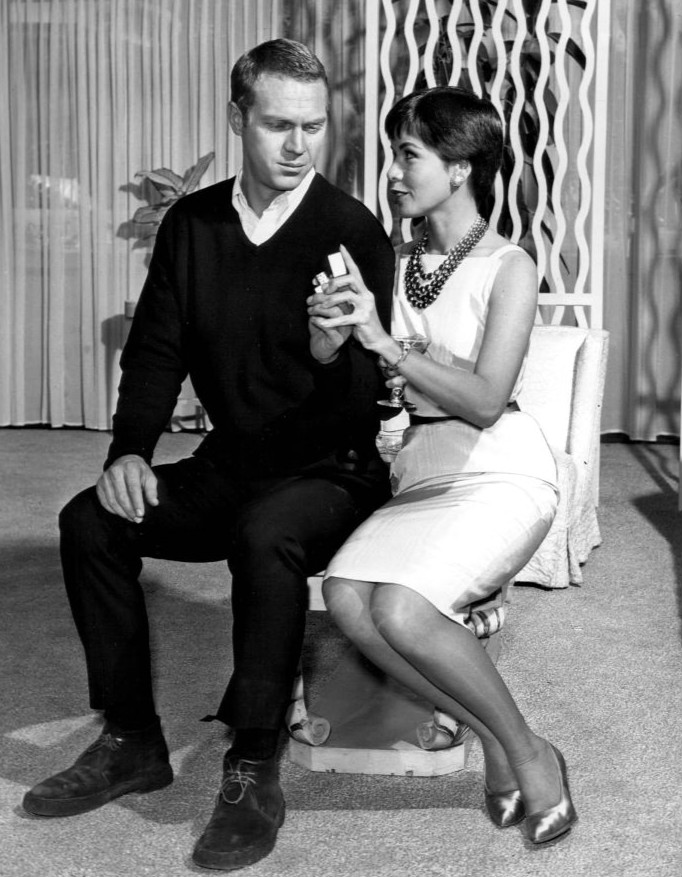
Стів Макквін і Нейл Адамс у телесеріалі Альфред Гічкок представляє, 1960

- Оповідання було адаптовано в 1960 році як епізод «Людина з Півдня» телесеріалу «Альфред Гічкок представляє» (англ. Alfred Hitchcock Presents). Головні ролі у ньому виконали: Стів Макквін, Нейл Адамс і Пітер Лорре.[5]

- У 1980 році вийшов епізод «Людина з Півдня» британського телесеріалу «Байки про неочікуване» (англ. Tales of the Unexpected).[6]

- У 1985 році вийшов пілотний фільм  ремейк-серіалу «Альфред Гічкок представляє» (англ. Alfred Hitchcock Presents). Одним із чотирьох сегментів стрічки стала історія «Людина з Півдня», яка була другою за порядком.[7]

- У 1995 році оповідання стало основою для сегмента «Людина з Голлівуду», який зняв Квентін Тарантіно як частину антологійного фільму «Чотири кімнати». Персонажі цього сегмента згадують адаптацію 1960 року, хоча помилково називають її «Людина з Ріо». У сегменті «Людина з Голлівуду» головні ролі виконали: Квентін Тарантіно, Дженніфер Білз, Тім Рот, Пол Кальдерон та Брюс Вілліс.[8]

- У 2009 році оповідання було адаптовано для BBC Radio 4.[9]

## Видання українською мовою
- Дал, Роальд Коняка Фокслі та інші дорослі оповідання / Пер. з англ.: Віктор Морозов. — Київ: А-ба-ба-га-ла-ма-га, 2016. — (Доросла серія) — 368 с. ISBN 978-617-585-107-4
  - Людина з Півдня (з 61 с. по 74 с.)

## Зауваги
1. ↑  Написання назви згідно з §50, пунктом 10 Українського правопису 2019 року.[1]